# Athyrium sinense
Athyrium sinense là một loài thực vật có mạch trong họ Woodsiaceae. Loài này được Rupr. miêu tả khoa học đầu tiên năm 1845.